# Canoas Sport Club
El Canoas Sport Club (hasta 2010 Ulbra Sport Club), conocido normalmente solo como Canoas, es un club multideportivo de Brasil de Canoas, Rio Grande do Sul. Fue fundado por la Universidad Lutherana de Brasil (la ULBRA). Su mascota es un león.
El club fue fundado en 1998 con las secciones de fútbol sala, vóleibol, balonmano, gimnasia (rítmica y artística) y atletismo, que se unían a los equipos de judo y baloncesto formados en 1996 y 1997 respectivamente, y a la sección de tenis de 1996. En 2001 se añadió la modalidad de gimnasia de trampolín y la de fútbol, incorporándose a la Federación de Fútbol de Rio Grande do Sul.

## Fútbol
Fue creado en 2001 a partir del equipo júnior que había subcampeón del Campeonato Gaúcho. En 2002 disputó el Campeonato Gaúcho tanto de Tercera como de Segunda División, ya que el reglamento permitía jugar ambas competiciones en un mismo año. Quedó en 5.º lugar en la Serie C del Campeonato Brasileño Nacional.
En 2003 ganó el Campeonato Gaúcho de Segunda División y fue ascendido a Primera División al año siguiente. En el Campeonato Brasileño fue eliminado en la segunda fase por el RS Futebol Clube, otro equipo de Rio Grande do Sul.
En 2004 Ulbra fue subcampeón del Campeonato Gaúcho, venciendo al Grêmio de Porto Alegre en semifinales pero perdiendo la final contra el Sport Club Internacional. El club disputó de nuevo la Serie C del Campeonato Brasileño, siendo eliminado por el Clube Atlético Hermann Aichinger en la segunda fase.
En 2005 disputó por primera vez la Copa de Brasil, siendo eliminado en la primera fase por el Treze Futebol Clube. 

### Palmarés
- Campeonato Gaúcho Segunda División: 2003
- Subcampeonato Gaúcho de Primera División: 2004
- Subcampeonato de la Copa Federación Gaúcha de Fútbol (Copa FGF (enlace roto disponible en Internet Archive; véase el historial, la primera versión y la última).): 2006
- Subcapmeón de la Copa Emídio Perondi (segunda fase del Campeonato Gaúcho): 2006

## Fútbol sala
Ulbra comenzó su andanza por el fútbol sala como patrocinador del equipo Sport Club Internacional de Porto Alegre. El equipo se llamaba Inter/Ulbra y ganó la Liga Nacional en 1996 y la Copa Intercontinental de Futsal al año siguiente. 
En 1998, ya como equipo propio, buscó su consagración en la competición ganando el campeonato brasileño ese mismo año, al que se unirían los de 2002 y 2003, junto a la Copa Intercontinental de 1999 y 2001.
A finales de 2006 su técnico, Ricardo Menezes, ficha por el DKV Seguros Zaragoza de España, perfilándose como su posible sustituto Rogéiro Mancini.

### Palmarés
- 4 veces campeón de la Liga Brasileira de Futsal: 1996, 1998, 2002 y 2003
- 3 veces campeón de la Copa Intercontinental de Futsal: 1996, 1999 y 2001
- 2 veces campeón del Campeonato Gaúcho de Futsal: 2001 y 2003
- Campeón de la Copa Tramandaí: 2001

- Datos: Q2714208